# Tuna Espinheira
José Antonio D'Andrea Espinheira (Salvador, 26 de dezembro de 1943 - Salvador, 28 de fevereiro de 2015), conhecido como Tuna Espinheira,  foi um cineasta brasileiro. Ao longo de aproximadamente quarenta anos de trabalho em cinema, dedicou-se sobretudo à realização de documentários, acreditando, no entanto, que o cinema documentário tem muito de ficção, assim como o cinema de ficção tem muito de documentário.

## Biografia
Segundo dos sete filhos do advogado Ruy Alberto de Assis Espinheira e de Iracema D'Andrea Espinheira, de ascendência italiana,  Tuna passou a infância  e  o início da adolescência na cidade de Poções, no Centro-Sul da Bahia. Trabalhou em mais de 30 filmes, eventualmente como ator (no caso de Um Sonho de Vampiros, de Iberê Cavalcanti, 1969, e outros filmes), mas quase sempre como roteirista, editor e diretor, ao longo de 44 anos dedicados ao cinema. Recebeu vários prêmios por seus filmes, como O Bruxo Bel Borba e O Imaginário de Juraci Dórea no Sertão: Veredas. Também trabalhou por alguns anos na diretoria de audiovisual da Fundação Cultural do Estado da Bahia.
Em 2004, lançou o primeiro longa-metragem, Cascalho, filme de época (anos 1930) inspirado na obra de Herberto Sales e  totalmente filmado em Andaraí, na Chapada Diamantina. O filme foi selecionado para a mostra do 37.º Festival de Cinema de Brasília e obteve o prêmio de melhor filme no  Festival de Cinema e Vídeo de Macapá, Amapá. Em 2014, o cineasta lançou seu último filme, um longa-metragem sobre Juracy Dórea, artista plástico de Feira de Santana.
Tuna morreu aos 71 anos, em consequência de complicações decorrentes de um câncer. O corpo  foi cremado no dia 1.º de março, no cemitério Jardim da Saudade, em Salvador. Deixou um filme inacabado, sobre o poeta baiano Eurico Alves. Já com algumas filmagens feitas, deixou também inacabado um outro documentário de longa-metragem sobre o educador Anísio Teixeira.
Irmão do sociólogo Gey Espinheira e do escritor Ruy Espinheira Filho, Tuna era casado com a produtora Yara Maria Brandão Espinheira, sua companheira por mais de 40 anos. O casal teve uma filha, a atriz Maria Rosa Espinheira.

## Filmografia
- Luís Gonzaga, o Rei do Baião (1969-1970)
- Major Cosme de Farias – O último Deus da mitologia baiana (1972) premiado pela Associação Baiana de Imprensa
- Atrás do trio elétrico só não vai quem já morreu (1973)
- Comunidade do Maciel – Há uma gota de sangue em cada poema (1974). Participação hors concours  do festival internacional de documentários  Visions du Réel, de Nyon, Suíça, e selecionado para o XX Festival International do Curta-Metragem de Oberhausen, na Alemanha. Prêmio de melhor filme na I Mostra do Filme Documentário de Curitiba
- Cajaíba…lição de coisas… O Fazendeiro do Ar (1976) (Direção, roteiro, montagem e produção). Prêmio de melhor roteiro no IX Festival de Brasília do Cinema Brasileiro e de melhor proposta de criatividade na IV Jornada Brasileira de Curta-metragem
- Bahia de todos os Exus (1977). Prêmio Especial do Júri, no X Festival de Cinema de Brasília
- Samba não se aprende no colégio (1978)
- Dr Heráclito Sobral Pinto, profissão Advogado (1979) em coprodução de Nelson Pereira dos Santos). Grande prêmio do Júri do VI Festival Brasileiro de Curta-metragem, outorgado pelo Jornal do Brasil
- Maculelê de Santo Amaro (1980)
- O curso do documentário brasileiro desde Aruanda (1980)
- O cisne também morre (1982)
- A ilha da resistência (1985; montagem[6])
- A Mulher Marginalizada (1989). Prêmio de melhor direção e melhor filme no VI Rio Cine Festival. Troféu do Ofício Católico Internacional de Cinema – OCIC
- Viva o 2 de julho (1998)
- O Bruxo Bel Borba (1999)
- Cascalho (2004)
- Leonel Mattos em vinte e quatro quadros por segundo (2009)
- O Imaginário de Juraci Dórea no Sertão: Veredas (2014)